# 현대비앤지스틸
현대비앤지스틸은 대한민국의 스테인리스 냉연강판을 제조하는 회사로 현대자동차그룹 계열사이다.

## 연혁
- 1966년 4월 7일: 삼양특수강주식회사로 설립[1]
- 1975년 10월 15일: 한국특수강주식회사를 합병하고 한국종합특수강주식회사로 상호 변경.
- 1982년 6월 1일: 삼미종합특수강주식회사로 상호 변경.
- 1997년 3월 15일: 삼미특수강주식회사로 상호변경, 서울지방법원에 회사정리절차 개시신청
- 2000년 12월 6일: 현대제철에 피인수.
- 2001년 4월 2일: 현대자동차그룹에 편입.
- 2002년 3월 15일: 비앤지스틸주식회사로 상호 변경.
- 2011년 3월 11일: 현재의 상호명인 현대비앤지스틸주식회사로 상호 변경.
- 2012년 9월 28일: 현대위아 광주2공장 인수.

## 본점 및 지점 현황
- 본점 : 경상남도 창원시 성산구 적현로 124 (신촌동)
- 울산지점 : 울산광역시 남구 납도로 90 (여천동)
- 서울사무소 : 서울특별시 강남구 테헤란로 512 (대치동)
- 부산사무소 : 부산광역시 사상구 새벽로 99 (학장동)
- 광주공장 : 광주광역시 광산구 하남산단7번로 47 (오선동)
- 송악공장 : 충청남도 당진시 송악읍 부곡공단4길 28-51
- 당진공장 : 충청남도 당진시 송산면 동곡로 117

## 참조
1. ↑  현대BNG 등급 상향 관건은 '고부가 제품 확대'《더벨》, 2014년 8월 27일

## 같이 보기
- 성림첨단산업